# Esfigmomanômetro

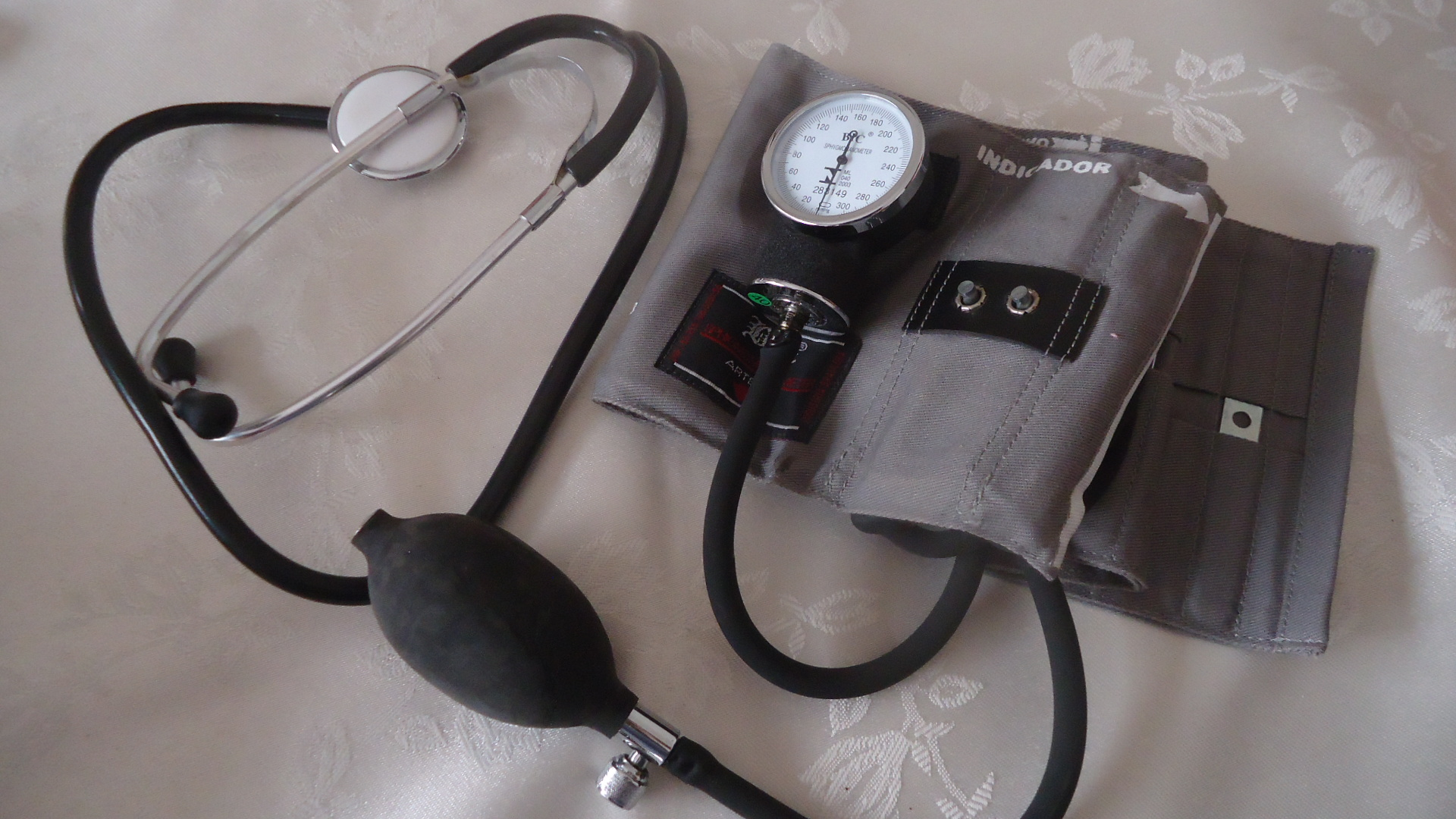
Esfigmomanômetro mecânico e um estetoscópio

O esfigmomanômetro (português brasileiro) ou esfigmomanómetro (português europeu) é um aparelho para verificar a pressão arterial (PA). Consiste num sistema para compressão da artéria braquial. É composto por uma bolsa inflável de borracha de formato laminar, a qual é envolvida por uma capa de tecido inelástico (braçadeira, cuff com manguito = bladder) e conectada por um tubo de borracha a um manômetro e por outro tubo, que contém uma válvula controlada pelo operador, conectado a uma pêra, que tem a finalidade de insuflar a bolsa pneumática. Usado para medida indireta da pressão arterial.
Com o auxílio de um estetoscópio para a ausculta dos sons de Korotkov é possível a verificação tanto da pressão sistólica quanto da pressão diastólica.
O dispositivo foi inventado por Samuel Siegfried Karl Ritter von Basch, em 1881. O médico italiano Scipione Riva-Rocci introduziu uma versão mais fácil em 1896. Em 1901, Hervey Cuching modernizou o dispositivo e popularizou-o dentro da comunidade médica.

## Galeria

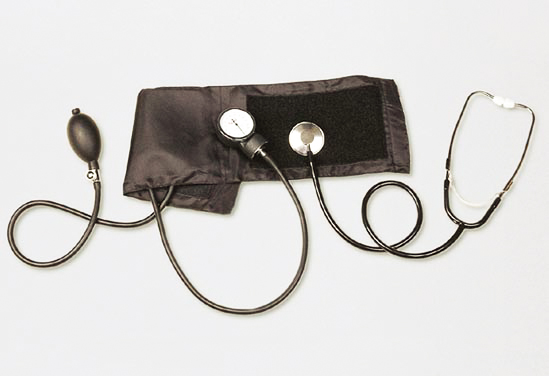
Esfigmomanómetro mecânico e estetoscópio
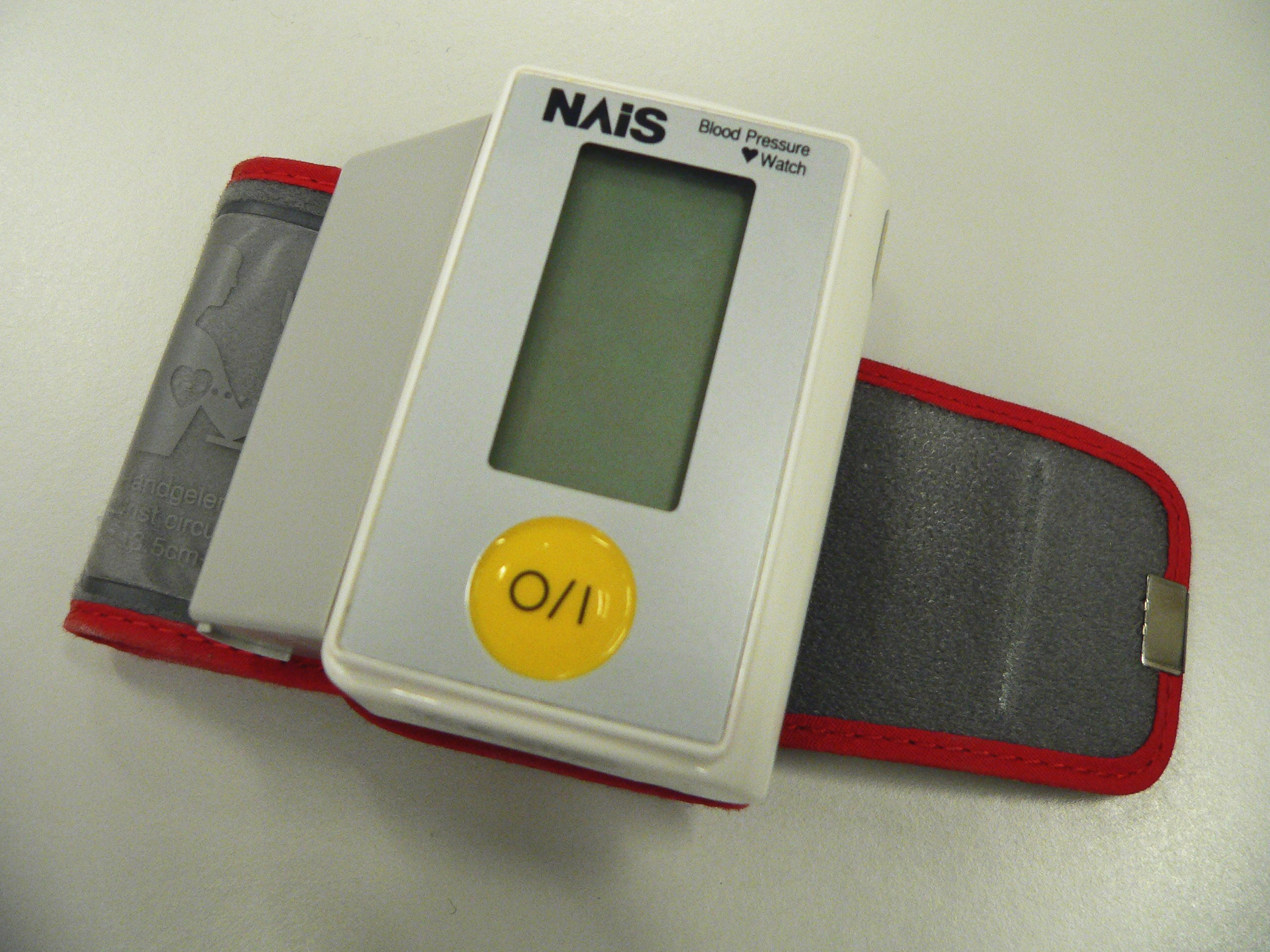
Esfigmomanómetro digital